# Grewia viguieri
Grewia viguieri är en malvaväxtart som beskrevs av René Paul Raymond Capuron. Grewia viguieri ingår i släktet Grewia och familjen malvaväxter. Inga underarter finns listade i Catalogue of Life.